# Sofie-Louise Wachtmeister
Sofia Lovisa (Sofie-Louise) Wachtmeister af Johannishus, född 30 januari 1825 på Våxnäs herrgård i Karlstad, död 3 oktober 1885 på Valje herrgård i Sölvesborgs landsförsamling, var en svensk grevinna, målare, tecknare och kopist.
Hon var dotter till överstelöjtnanten Gustaf Wachtmeister och friherrinnan Louise Fredrika De Geer af Leufsta och från 1845 gift med landshövdingen Axel Knut Trolle-Wachtmeister. Svenska porträttarkivet noterar fyra kända porträtt utförda av Wachtmeister. Under den tid hennes man var hovmarskalk åt Karl XV fick hon möjlighet att kopiera flera originalverk på Stockholms slott.